# レッド・デッド・リボルバー
『レッド・デッド・リボルバー』（英名:RED DEAD REVOLVER）は2004年5月3日にロックスター・ゲームスからアメリカ合衆国、ヨーロッパで発売されたオープンワールドクライムアクションゲーム。西部開拓時代を舞台にした3Dガンアクションゲームであり。レッド・デッドシリーズ第1作目。
日本では2005年5月26日にカプコンから発売された(現在はテイクツー・インタラクティブが同シリーズを日本国内でローカライズしている)。
対応プラットフォームはPlayStation 2、Xbox、Xbox 360。

## 概要
アメリカ西部のいわゆる西部劇の時代を舞台にしたオープンワールド型クライムアクションシューティングゲーム。賞金稼ぎの主人公レッド・ハーロウ（Red Harlow）を操作し、拳銃を手に賞金のかかった無法者たちを倒していく。
元々はカプコンが企画し、2001年から北米のエンジェルスタジオ（Angel Studios）とのコラボレーションタイトルとしてXbox専用ソフトとして制作されていた。キャラクターデザインにはあきまんも名を連ねており、自身のホームページで情報を公開していた。
2002年5月22日に開催されたE3にて初公開。この時期は「シネマクションシューター」と呼ばれ、映画の中で戦うようなイメージだった。2002年6月にはマカロニウェスタン映画の上映イベントでデモ映像を公開するプロモーションも行われた。しかし2003年に開発は一時中止、あきまんも日本に帰国した。
エンジェルスタジオはその後、ロックスター・ゲームス傘下になり、ロックスター・サンディエゴとして開発が継続。2004年5月3日にロックスター・ゲームスより発売にこぎつけた。日本版は北米版発売の一年後の2005年5月26日にカプコンから発売された。
2021年11月10日、ロックスター・ゲームスよりXbox 360で配信が開始され、2021年11月15日にXbox OneおよびXbox Series X/Sの後方互換機能に対応した。

## 続編
発売後は欧米を中心に評価され、世界累計で150万本の売り上げを達成した。
2010年にはPlayStation 3、Xbox 360用タイトルとして続編の『レッド・デッド・リデンプション』（英名:RED DEAD REDEMPTION）が発売され、本作を上回る1,100万本もの大ヒット作品となり、その後ゾンビDLCである『レッド・デッド・リデンプション・アンデッド・ナイトメア』（英名:RED DEAD REDEMPTION:UNDEAD NIGHTMARE）が発売された。
2018年にはPlayStation 4、Xbox One用タイトルとして続編の『レッド・デッド・リデンプション2』（英名:RED DEAD REDEMPTION 2）が発売され、出荷数は『レッド・デッド・リデンプション』を上回る1,700万本もの大ヒット作品となった。2019年には2,300万本出荷がされた。

## ストーリー
西部の町で両親と平和に暮らしていた少年レッド・ハーロウのもとへ、旅を終えた父が金鉱を探り当てて帰ってきた。だが家族の幸せが始まろうとしていたが、無法者たちに襲撃される。レッドは父と共に勇敢に戦うも、数に勝る悪漢たちにはなすすべも無かった。家を焼かれ父親と母親が無残に殺され、自分もまた殺されようとするその時、レッドは燃え盛る炎の中に落ちていた父の銃「スコーピオン」を手に取る。無法者を倒し、命を繋いだレッドの手には銃に刻まれていた「サソリ」の意匠が焼きついていた。
天涯孤独の身となったレッドは父の形見の銃を手に賞金稼ぎとなり、無法者を倒しながら暮らしてゆく。

## ゲームモード

### ストーリーモード
1人プレイ用のモード。ストーリーに沿って酒場や列車強盗、墓場、岩山などのステージを順にクリアしていく。敵を倒すと賞金を獲得でき、ステージ間のショップでの買い物に使うことができる。武器はピストル、ライフル、その他の武器を一つずつ持つことができ、L1ボタンで切り替えることができる。ステージ内の敵を全て倒すとステージクリアとなる。
街では人に話しかけることで情報を得ることができる。買い物で武器を強化したり、能力値を上昇させることもできる。ライフが0になると、ゲームオーバーになるが、リトライすることもできる。
ステージによってはレッド以外のキャラクターを使用することもできる。

### マルチプレイヤー
1人から4人でプレイするための対戦モード。バウンティ・キング（BOUNTY KING）、サンダウン（SUN DOWN）、ハイヌーン（HIGH NOON）の3つのモードがある。
バウンティ・キング
目標の賞金額に一番早く達成したプレイヤーが勝利となるルール。
サンダウン
日暮れ時に最も多くの賞金を獲得していたプレイヤーが勝利となるルール。
ハイヌーン
デュエルで対決するモード。規定の勝利数を達成したプレイヤーが勝利となるルール。

### バートレットレポート
登場キャラクターや武器、舞台となるステージの情報やプレイ記録を閲覧するモード。ショップで買い物をすると閲覧できる項目が増えてゆく。バートレット保安官が記したレポートという体裁になっている。

## ゲームシステム
ステージ内の敵を全て倒すとステージクリアとなる。敵の攻撃を受けると画面右下のライフゲージが減り、これがゼロになるとゲームオーバーになる。銃弾はさまざまなアクションで避けることが可能。
コンボ
5秒以内に連続して敵を攻撃するとコンボが成立し、賞金が2倍、3倍と増えてゆく。
デッドアイ
レッドが持っているスキル（dead eye…「射撃の名手」）。ライフゲージの下にある黄色のスキルゲージが溜まっている時にR2ボタンを押すことで発動。発動後は画面が白黒になり、時間がゆっくり進むようになる（バレットタイム演出）。この時に照準を敵に合わせると、ロックオン状態になる。ロックオンは残弾数分だけ行うことができる。一定時間経過するか、R1ボタンを押すとロックオンした箇所に一度に弾丸を撃ち込むことができる。
デュエル
ミッションの要所で登場する1対1の早撃ち対決が体感できるシステム。ゲーム中には特定の敵と決闘（DUEL）になることもある。決闘になると、時間がゆっくりと進み、拳銃を構え、敵よりも早く相手を撃てば勝利となる。

## 登場武器
拳銃
- コルトM1851
- コルトM1860
- コルト・シングル・アクション・アーミー

ライフル
- スペンサー銃
- ヘンリー銃
- ウィンチェスターライフル

散弾銃
- 水平二連散弾銃

マシンガン
- ガトリング砲

## 音楽
音楽は西部劇映画のものが数多く引用されている（サウンドトラックより）。音楽には『荒野の用心棒』などで著名な作曲家、エンニオ・モリコーネの楽曲が一部使用されている。
| 曲名                                                                 | 登場作品                                             | 作曲                               |
| -------------------------------------------------------------------- | ---------------------------------------------------- | ---------------------------------- |
| Pistoleros in Agguato                                                | 『荒野の1ドル銀貨』                                  | ジャンニ・フェリオ                 |
| T.5, T.10, and T.13,                                                 | 『行け、野郎、撃て!』                                | ブルーノ・ニコライ                 |
| T.19                                                                 | 『復讐のジャンゴ 岩山の決闘』                        | ブルーノ・ニコライ                 |
| Nevada, La Confessione and Nevada, Delitto Fra Le Montagne           | 『ネバダ』                                           | ステルヴィオ・チプリアーニ         |
| Per Salvarsl                                                         | 『ロス・アミーゴス』                                 | ダニエル・パトゥッキ               |
| Il Bandito Messicano, and Il Falso Soldato                           | 『暁の用心棒』                                       | ベネデット・ギリア                 |
| Fuga Dall'overst                                                     | 『続・復讐のガンマン 走れ、男、走れ』                | ブルーノ・ニコライ                 |
| Umor Giallo                                                          | 『スターク・システム』                               | エンニオ・モリコーネ               |
| Agguato A Dallas, Il fischio, And Il Ponte                           | 『怒りの用心棒』                                     | ルイス・バカロフ                   |
| L'uccello Magico, L'uccello Magico A Roma, And Il Duca Di Wuttenberg | 『カサノバ (1976年の映画)』                          | ニーノ・ロータ                     |
| T.5                                                                  | 『荒野の一匹狼』                                     | ジャン・ピエーロ・レヴェルベリ     |
| T.15 and T.19                                                        | 『L'Ultimo Mercenario』                              | ブルーノ・ニコライ                 |
| T.4                                                                  | 『レイプ・ショック』                                 | アレッサンドロ・アレッサンドローニ |
| T.3, T.5, T.9, and T.10                                              | 『友よ眠れ、サルタナがカタをつける』                 | ブルーノ・ニコライ                 |
| T.12, T.15, T.17, and T.20                                           | 『人は彼を墓場と呼ぶ』                               | ブルーノ・ニコライ                 |
| T.2, T.4, T.6, and T.7                                               | 『荒野の棺桶』                                       | フランチェスコ・デ・マージ         |
| T.11 and T.22                                                        | 『無情の荒野の決闘』                                 | フランチェスコ・デ・マージ         |
| T.12, T.13, and T.15                                                 | 『皆殺しのガンファイター』                           | ブルーノ・ニコライ                 |
| T.18, T23, T.27                                                      | 『Lo Chiamavano Tresette, Giocava Sempre Col Morto』 | ブルーノ・ニコライ                 |

## 日本版
日本版のボイスは英語で日本語字幕が出る。メッセージは日本語になっている。
日本での発売時にはグラビアアイドルの佐野夏芽がキャンペーンガールに選ばれ、アメリカ西部への旅行が抽選で2名1組に当たるクイズキャンペーンも行われた。先着購入者には特典として、スコーピオンの柄の入った赤いバンダナが配布された。